# 百花桥
百花桥道教闾山派中相传有一座百花桥，桥下溪涧红白花争奇斗艳。。每一朵花都是一个婴儿，白花为男孩，红花为女孩。百花园中都有花公、花婆负责看护。相传所有人都是从百花桥来到人间的。已婚妇女，前去临水宫中祭祀，向临水夫人请愿，然后采一朵花供在香案上，俗谓“请花”。意在祈求“开花结果”，生男育女。